# Que serais-je sans toi
 (septembre 2024).
Si vous disposez d'ouvrages ou d'articles de référence ou si vous connaissez des sites web de qualité traitant du thème abordé ici, merci de compléter l'article en donnant les références utiles à sa vérifiabilité et en les liant à la section « Notes et références ».
Que serais-je sans toi est une chanson composée et interprétée par Jean Ferrat. Elle sort en 1964 sur l'album La Montagne et en super 45 tours. Les paroles de la chanson sont constituées d'une recomposition de quatre strophes extraites du poème de Louis Aragon, Prose du bonheur et d'Elsa, paru en 1956 dans le recueil Le Roman inachevé.

## Construction
Prose du bonheur et d'Elsa, qui est adressé à Elsa Triolet, épouse de Louis Aragon depuis 1939, est un poème composé, d'abord de vingt-deux sizains en alexandrins, puis de quatre grandes strophes de vingt-quatre vers de seize pieds. 
Pour établir et rythmer son texte, Jean Ferrat, avec l'autorisation d'Aragon, prélève d'abord quatre vers du quatorzième sizain, qui deviennent le refrain de la chanson, « Que serais-je sans toi qui vins à ma rencontre... » puis la totalité des dix-septième et dix-huitième strophes, et enfin la vingt-et-unième strophe, l'ensemble formant une continuité.
Mis en musique par Jean Ferrat, le poème devenue chanson sort en 1964 en super 45 tours, extrait de l'album La Montagne.

## Reprises
- Francesca Solleville
- Isabelle Aubret
- Marc Ogeret